# (100129) 1993 RQ1
(100129) 1993 RQ1 es un asteroide perteneciente al cinturón de asteroides, descubierto el 15 de septiembre de 1993 por el equipo del Spacewatch desde el Observatorio Nacional de Kitt Peak, Arizona, Estados Unidos.